# Vivodnik
Der Vivodnik ist mit 1508 Metern der höchste Berg der voralpinen Karst-Hochebene Menina planina der Steiner Alpen. Er befindet sich in der Gemeinde Gornji Grad, etwa 30 km nordöstlich von Ljubljana. Auf dem Gipfel des Vivodnik befindet sich ein kleiner Aussichtsturm.